# Linea S3 (S-Bahn di Berlino)
La linea S3 è una delle 15 linee della rete S-Bahn di Berlino.
Essa congiunge Erkner a Spandau percorrendo la Stadtbahn, il passante est-ovest della capitale tedesca.

## Storia
La linea S3 – allora corrente fra la stazione di Friedrichstraße e Charlottenburg – venne attivata il 9 gennaio 1984 ed esercita dalla società cittadina di trasporti BVG in sostituzione del servizio S-Bahn della Deutsche Reichsbahn.
Già il successivo 1º maggio fu possibile prolungare la linea verso ovest, da Charlottenburg a Wannsee.
Dal 1º gennaio 1994 l'esercizio delle linee S-Bahn della BVG venne assunto dalla nuova società S-Bahn Berlin GmbH, interamente posseduta dalla Deutsche Bahn.